# Р-27 (баллистическая ракета)
Р-27 (индекс УРАВ ВМФ — 4К10, код СНВ — РСМ-25, по классификации МО США и НАТО — SS-N-6 Mod 1, Serb) — советская жидкостная одноступенчатая баллистическая ракета комплекса Д-5, размещаемого на подводных лодках (БРПЛ) проекта 667А и 667АУ. Разработка ракеты велась в СКБ-385 под руководством главного конструктора Макеева В. П. с 1962 по 1968 год. Принята на вооружение 13 марта 1968 года, последний запуск в рамках боевой подготовки произведён в 1988 году. С 1991 по 1993 год были проведены три запуска ракеты-носителя «Зыбь», созданного на базе Р-27.

## История разработки

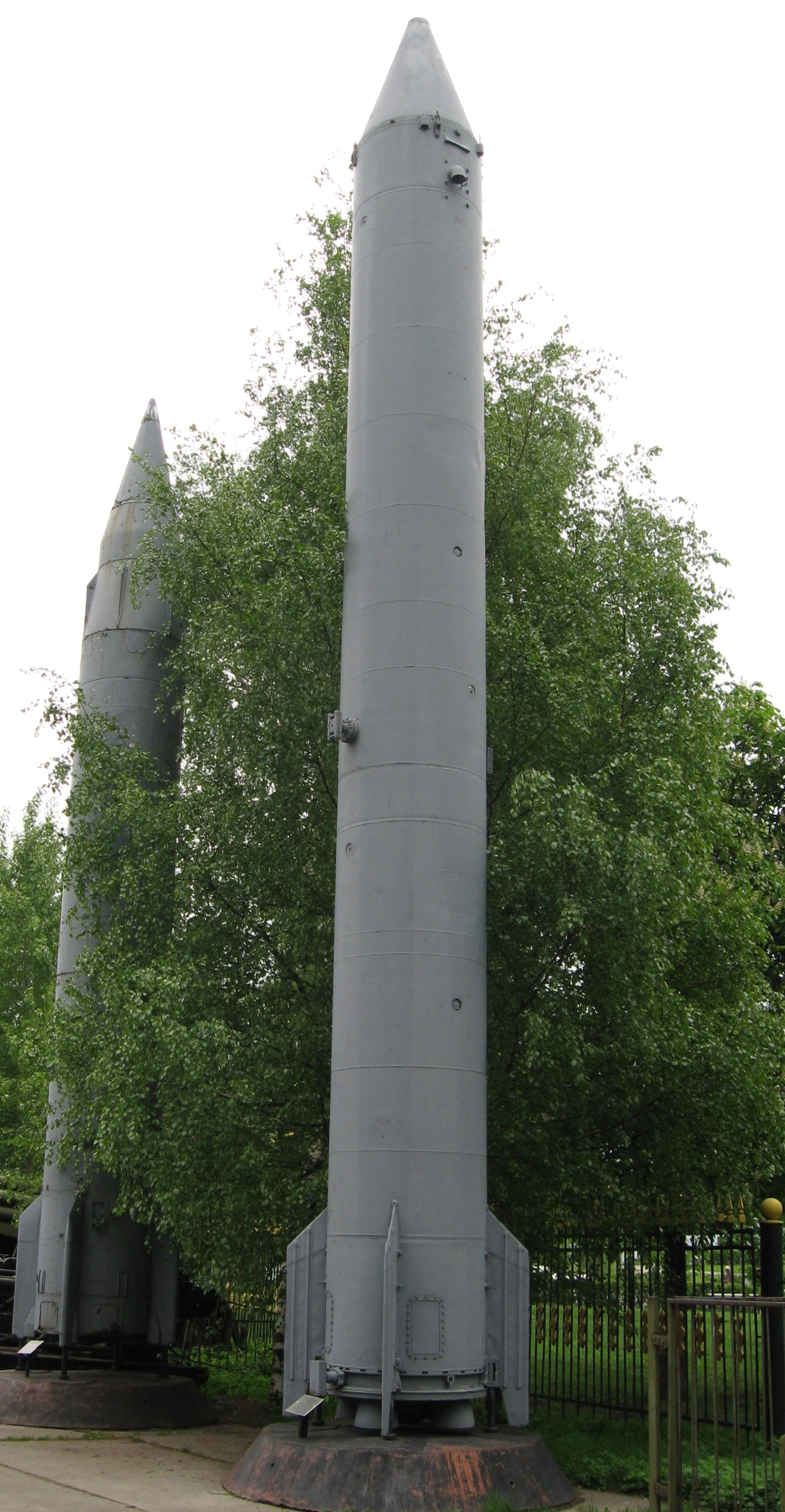
Р-21 в музее

Принятая на вооружение в 1963 году ракета Р-21 комплекса Д-4 с дальностью стрельбы 1400 км существенно уступала по основным характеристикам американским ракетам «Поларис A1» (1960 год, 2200 км) и «Поларис A2» (1962 год, 2800 км). Для ликвидации отставания требовалась разработка новой ракеты.
В конце 1960 года в СКБ-385 в общих чертах были определены ожидаемые параметры и сроки разработки малогабаритных баллистических ракет Р-27К, а в СКБ-143 до 1962 года разрабатывался проект небольшого скоростного стратегического подводного ракетоносца проекта 705Б с восемью ракетами комплекса Д-5.
24 апреля 1962 года вышло постановление Совета Министров СССР № 386—179 о разработке ракеты Р-27 комплекса Д-5, в качестве носителя которых были выбраны подводные лодки проекта 667А «Навага» разработки ЦКБ-18. Головным разработчиком по ракете и комплексу было назначено СКБ-385, главный конструктор — Макеев В. П. Разработка системы управления ракетой была поручена НИИ-592 (главный конструктор Семихатов Н. А.), а размещение комплекса на подводной лодке проекта 667А — ЦКБ-18 (главный конструктор Ковалёв С. Н.).
При разработке ракеты был применён ряд новаторских решений, надолго определивший облик ракет СКБ-385:
- Максимальное использование всего внутреннего объёма ракеты для размещения в нём компонентов топлива — отсутствие традиционного разбиения на отсеки, размещение маршевого двигателя в баке горючего (так называемая утоплённая схема), использование общего днища бака горючего и окислителя, размещение приборного отсека в переднем днище ракеты.
- Цельносварной герметичный корпус из вафельных оболочек полученных химическим фрезерованием плит, материалом для которых служил алюминиево-магниевый сплав АМг6.
- уменьшение объёмов воздушного колокола за счёт последовательного пуска при старте сначала рулевых двигателей, а потом маршевого двигателя («динамический колокол»)[1]
- совместная разработка ракеты и элементов ракетно-стартовой системы — отказ от аэродинамических стабилизаторов и использование поясных резинометаллических амортизаторов;
- заводская заправка ракет и ампулизация компонентов топлива.

Эти меры позволили резко повысить среднюю плотность компоновки ракеты, тем самым уменьшив её габариты, а также уменьшить потребный объём шахты и цистерн кольцевого зазора. Так, по сравнению с ракетой Р-21 дальность стрельбы увеличилась в 2 раза, длина ракеты сократилась на треть, масса пусковой установки уменьшилась больше чем в 10 раз, масса ракеты — почти на треть, объём кольцевого зазора — почти в 5 раз. Нагрузка на лодку в расчёте на одну ракету (масса ракет, пусковых установок, ракетных шахт и цистерн кольцевого зазора) уменьшилась в три раза.

## Конструкция

Схема ракеты Р-27
1 — моноблочная головная часть; 2 — приборный отсек; 3 — резинометаллические амортизаторы; 4 — система перелива окислителя из нижнего полубака в верхний; 5 — патрубки системы наддува баков; 6 — верхний и нижний полубаки окислителя; 7 — система забора окислителя; 8 — бак горючего; 9 — маршевый блок двигателя; 10 — рулевой блок

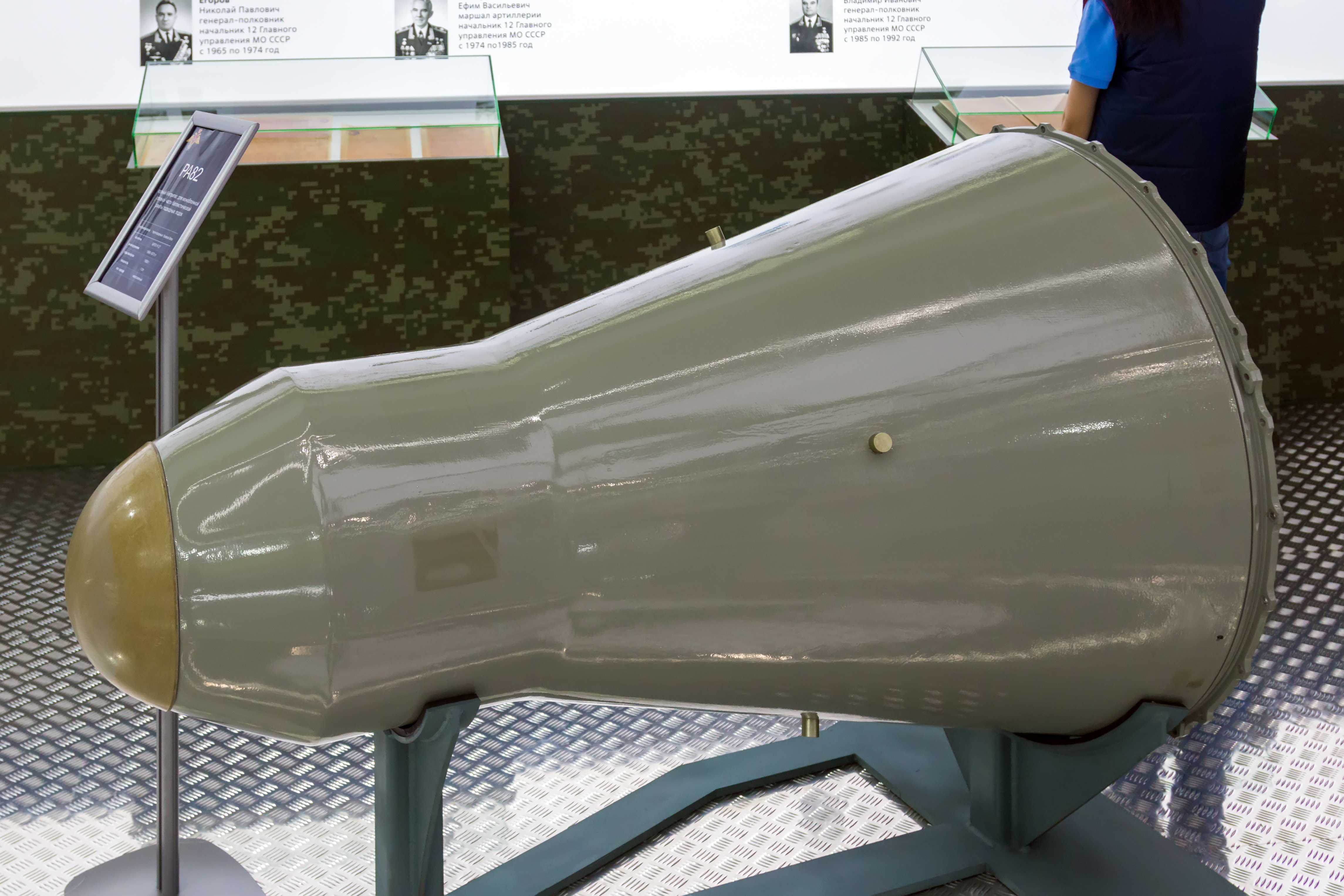
Ядерная моноблочная боевая часть РА82

Ракета Р-27 была выполнена по одноступенчатой схеме с моноблочной отделяемой головной частью. Корпус ракеты цельносварной, герметичный, изготавливался из «вафельных» полотен, полученных химическим фрезерованием плит из алюминиево-магниевого сплава АМг6. Было достигнуто 5—6-кратное превышение толщины листа исходного металла над толщиной получаемой оболочки. Впоследствии, при применении механического фрезерования, этот показатель довели до 9. Наружная поверхность корпуса защищалась тепловлагостойким покрытием на основе асботекстолита.
На ракете устанавливался жидкостный ракетный двигатель 4Д10 разработки ОКБ-2 (главный конструктор Исаев А. М.), состоявший из двух блоков. Двигатель состоял из маршевого блока тягой 23 тонны и рулевого блока из двух камер общей тягой 3 тонны. В ЖРД использовались самовоспламеняющиеся компоненты топлива. В качестве горючего применялся несимметричный диметилгидразин (НДМГ), а в качестве окислителя — азотный тетроксид (АТ). Подача компонентов топлива осуществлялась турбонасосными агрегатами. Маршевый двигатель работал по схеме с дожиганием окислительного газа. Тяга двигателя регулировалась регулятором расхода горючего. Рулевой блок был выполнен по схеме без дожигания, с газогенератором вырабатывающим газ с избытком горючего. Тяга рулевого блока управлялась регулятором на общей линии окислителя. На рулевом блоке в рулевых приводах впервые использованы струйные гидравлические рулевые машинки замкнутой схемы, отбиравшее от ТНА горючее, использовавшие его в качестве рабочего тела при рабочем давлении 36-40 атм и затем возвращавшие обратно в ТБ.
Впервые в мировой практике двигатель был размещён в топливном баке — так называемая «утопленная» схема. При монтаже двигателя были использованы только неразъёмные соединения — сварка и пайка. Двигатель стал необслуживаемым и непроверяемым. Запуск двигателя осуществлялся от одного пиропатрона, а выход на режим контролировался собственной автоматикой. Качающиеся камеры рулевого двигателя были установлены на коническом днище топливного бака, под углом 45° к плоскостям стабилизации ракеты. Крепление стальных элементов двигателя к алюминиевому корпусу осуществлялось с помощью специальных биметаллических переходников.
Для уменьшения незаполненных топливом полостей ракеты использовалось общее двухслойное днище баков горючего и окислителя. Это позволило устранить межбаковый отсек. Ещё одним новаторским решением стала заводская заправка топливом с последующей «ампулизацией» баков посредством заварки заправочно-дренажных клапанов. В совокупности с работами по повышению коррозионной стойкости материалов, герметичности швов и соединений, это позволило установить срок службы ракет в заправленном состоянии 5 лет. А впоследствии довести его до 15
Элементы инерциальной системы управления впервые в СССР (для БРПЛ) были размещены на гиростабилизированной платформе. Аппаратура системы управления размещалась в герметизированном объёме, образованном полусферическим верхним днищем бака окислителя. Это позволило исключить из конструкции ракеты классический приборный отсек.
Ракета оснащалась моноблочной отделяемой головной частью весом 650 кг. Мощность размещённого на ней ядерного заряда 1 Мт. Для отделения головной части от ракеты, впервые в практике ГРЦ, было применено устройство взрывного действия — детонирующий удлинённый заряд кумулятивного типа на основе бризантного взрывчатого вещества. При стрельбе на максимальную дальность было достигнуто КВО 1,9 км.
Тип старта ракеты — мокрый, из предварительно затопленной шахты. В нижней части Р-27 был установлен специальный переходник, с помощью которого ракета стыковалась со стартовым столом. В процессе подготовки ракеты к старту осуществлялся наддув баков ракеты. В шахту поступала вода и давление уравнивалось с забортным. Открывалась крышка ракетной шахты. Для снижения гидравлического удара, возникающего при запуске двигателя в заполненной ракетой шахте, запуск двигателя осуществлялся в герметичный объём образованный переходником и стартовым столом. Была разработана технология создания «динамического колокола». В начале старта в образованный переходником «газовый колокол» производился запуск рулевых двигателей. Затем, при начале движения ракеты, осуществлялся запуск маршевого двигателя и постепенный вывод его на режим полной тяги.
При дальнейшем движении ракеты на неё начинал действовать момент от набегающего потока воды. Снижению нагрузок, действующих на конструкцию выходящей из шахты ракеты способствовал предварительный наддув баков и расположенные на самой ракете пояса специальных резинометаллических амортизаторов.
Обслуживание и процедуры предстартовой подготовки и старта ракет были максимально возможно автоматизированы. С единого пульта корабельной системы повседневного и предстартового обслуживания ракет обеспечивалось дистанционное управление и контроль за состоянием систем. С пульта управления ракетным оружием осуществлялось проведение комплексных регламентных проверок, управление предстартовой подготовкой и стартом ракет.
Исходные данные для стрельбы вырабатывались созданной под руководством главного конструктора Бельского Р. Р. боевой информационно-управляющей системой «Туча». Аппаратура позволяла производить боевую стрельбу двумя восьмиракетными залпами.
Пуск ракет осуществлялся с глубины 40—50 м, скорости лодки до 4 узлов и волнении моря 5 баллов. Время предстартовой подготовки ракет 10 минут. Интервал стрельбы ракет в одном залпе — 8 секунд. Время между залпами по источникам не уточняется.

## Испытания
Испытания комплекса Д-5 производились в три этапа. Первый этап бросковых испытаний натурных макетов Р-27 производился с затапливаемого плавстенда ПСД-5 в сентябре 1965 года. Было выполнено два пуска.
В январе 1967 года начались испытания макетов ракет на Чёрном море с борта подводной лодки проекта 613Д5 (переоборудованная на заводе № 444 в Севастополе опытовая подводная лодка проекта 613Д7) в подводном положении. Задержка работ была связана с тем, что лодка была получена заказчиком только 23 декабря 1965 года. 18 января 1967 года с глубины 45 м при скорости лодки 3 узла, волнении моря 3 балла и скорости ветра 7—8 баллов был осуществлён первый пуск макета ракеты 4К10. Последнее, шестое испытание было проведено 10 августа 1967 года.
Параллельно проводился второй этап. Лётные испытания с наземного стенда на полигоне Капустин Яр производились с июня 1966 по апрель 1967 года. Всего было выполнено 17 пусков, из которых 12 признано успешными.
Полномасштабные совместные лётные испытания Р-27 начались на Северном флоте на головной лодке проекта 667А — К-137 «Ленинец» в августе 1967 года. Всего было выполнено 6 пусков.
Комплекс Д-5 с ракетой Р-27 был принят на вооружение 13 марта 1968 года постановлением Совета Министров СССР № 162—164.

## Модификации

### Р-27У

Ракета Р-27У с разделяющейся головной частью

Постановление Совмина о модернизации комплекса Д-5 вышло 10 июня 1971 года. Была поставлена цель создания двух вариантов модернизированной ракеты. В первом варианте предусматривалось оснащения ракеты головной частью с тремя боеголовками, с сохранением максимальной дальности стрельбы. Головная часть «рассеивающего» типа, с блоками без индивидуального наведения. По второму варианту предусматривалось увеличить дальность и повысить точность ракеты. Модернизированный вариант комплекса получил обозначение Д-5У, а ракет — Р-27У. Была создана ракета с тремя боевыми блоками мощностью по 200 кт[уточнить]с максимальной дальностью 2400 км. Разделяющаяся головная часть была так называемого «рассеивающего типа» — боевые блоки не имели индивидуального наведения. В конце активного участка блоки «расталкивались» в разные стороны с небольшой скоростью. По второму варианту была создана ракета с дальностью 3000 км и моноблочной головной частью мощностью 1 Мт. Было достигнуто КВО 1,3 км. Модернизация коснулась двигателя (была увеличена тяга) и системы управления. На западе ракеты получили обозначение SS-N-6 Mod 3 и Mod 2 соответственно.
Корабельные испытания ракет Р-27У проходили с сентября 1972 по август 1973 года. Было выполнено 16 пусков, все признаны успешными. Ракета Р-27У была принята на вооружение 4 января 1974 года постановлением Совета Министров № 8-5. Комплексом Д-5У с ракетами Р-27У оснащались строящиеся атомные подводные ракетоносцы проекта 667АУ, а также лодки проекта 667А после модернизации.

### Р-27К
Первоначальным постановлением СМ от 24 апреля 1962 года о создании комплекса Д-5 предусматривалось создание также ракеты с самонаводящейся боевой частью, способной поражать движущиеся корабли. Противокорабельный вариант ракеты получил обозначение Р-27К (индекс ГРАУ 4К18). На западе ракета получила индекс SS-NX-13. Ракета оснащалась второй ступенью с жидкостным ракетным двигателем разработки КБ-2 (главный конструктор Исаев А. М.) и стала первой двухступенчатой баллистической ракетой морского базирования. Для сохранения габаритов ракеты были уменьшены размеры первой ступени, что в конечном счёте привело к уменьшению максимальной дальности стрельбы до 900 км. Головная часть моноблочная, ядерная, мощностью 0,65 Мт.
Наведение на пассивном участке осуществлялось с помощью пассивной радиолокационной ГСН, с обработкой сигнала бортовой цифровой вычислительной системой. Первоначальные данные для стрельбы выдавались спутниковой системой «Легенда» или авиационной системой «Успех-У». Обработка данных на корабельной аппаратуре разведки «Касатка» позволяла определить координаты группы кораблей с точностью до 25 км. Эти данные постоянно устаревают — за время предстартовой подготовки местоположение цели может измениться до 150 км. Поэтому для второй ступени предусматривалось управление посредством двукратного включения двигательной установки второй ступени на внеатмосферном участке полёта. Первоначально также рассматривался вариант дополнительной коррекции траектории на атмосферном участке и оснащение ракеты боезарядом малой мощности. Но впоследствии от этого варианта отказались в пользу чисто баллистического, с боезарядом повышенной мощности.
Испытания ракетного комплекса начались в декабре 1970 года.
Техническим руководителем и заместителем председателя Государственной комиссии при отработке ракеты Р-27К при пусках с наземного стартового комплекса был назначен Ш. И. Боксар.
Цикл наземных испытаний на полигоне Капустин Яр включал в себя 20 пусков (из них 16 признаны успешными). Под носитель ракет по проекту 605 была переоборудована подводная лодка — «К-102» проекта 629, с 4 ракетными шахтами на борту. Первый пуск с подлодки был осуществлён в декабре 1972 года. А в ноябре 1973 года испытания завершились двухракетным залпом. Всего было выполнено 11 пусков, из них 10 признано успешными. Во время последнего пуска судно-мишень было поражено прямым попаданием наводимого блока.
Ракета Р-27К была готова к принятию на вооружение, однако завершение разработки более совершенной ракеты Р-29 и невозможность применения Р-27К в неядерном исполнении привели к закрытию проекта постановлением от 2 сентября 1975 года.

### Ракета-носитель «Зыбь»
В 1990-х годах проводились работы по созданию ракет-носителей на основе снимаемых с вооружения баллистических ракет подводных лодок. На базе Р-27 была создана ракета-носитель «Зыбь». Ракеты использовались в научно-исследовательских экспериментах, требующих создания микрогравитации. Период невесомости от 17 до 24 минут. На суборбитальную траекторию «Зыбь» может вывести полезный груз объёмом 1,5 м³. Масса полезной нагрузки 650 кг при максимальной высоте орбиты 1800 км, или 1000 кг при высоте орбиты 1000 км.
Было осуществлено три запуска. 1 декабря 1991 года был запущен модуль «Спринт», разработанный ГРЦ совместно с НПО «Композит». Модуль предназначался для отработки технологий получения сверхпроводниковых материалов и нёс на борту 15 экзотермических печей.
9 декабря 1992 года и 1 декабря 1993 года с борта АПЛ К-430 Тихоокеанского флота были осуществлены запуски модуля «Эфир» с биотехнологической аппаратурой «Медуза» массой 80 кг. Модуль разработанный совместно с Центром космической биотехнологии предназначался для исследований технологии очистки биологических и медицинских препаратов методом электрофореза в условиях невесомости.

### Мусудан
Считается, что на базе советской Р-27 создана северокорейская баллистическая ракета «Мусудан».
Можно также встретить утверждения, что на основе корейской ракеты создана иранская,  «Шахаб-3» («Метеор-3»),  ставшая в свою очередь основой для ракеты-носителя «Сафир» («Посланник»), до 2017 года обеспечивавшей большую часть запусков иранской космической программы. В действительности, однако, эти утверждения неверны: «Шахаб-3» разработана на базе ОТРК «Нодон-1» (корейского развития Р-17), также известной как «Нодон-А», а не на базе «Мусудан» (известной как «Нодон-Б»).

## Эксплуатация
Всего было произведено около 1800 ракет. Комплекс Д-5 эксплуатировался с 1968 по 1988 год. Всего было выполнено 492 пуска ракет, из которых 429 признано успешными. Максимальное количество пусков было в 1971 году — 58. Это своеобразный рекорд для советских и российских баллистических ракет подводных лодок. Комплекс удерживает также рекорд по среднегодовому количеству пусков — 23,4.
При эксплуатации комплекса Д-5У был выполнен 161 пуск, из них 150 успешных. Последние пуски ракет Р-27 и Р-27У по планам боевой подготовки были выполнены в 1988 году. После этого пуски осуществлялись только в исследовательских целях. За время эксплуатации дважды (по одному разу на Северном и Тихоокеанском флотах) были проведены стрельбы 8 ракет в одном залпе. Все пуски были признаны успешными. За весь период эксплуатации было выполнено более 10 тысяч погрузок-выгрузок ракет, лодками вооружёнными Р-27 и Р-27У было осуществлено 590 боевых патрулирований в различных районах Мирового океана.
За время эксплуатации произошло несколько аварий с разрушением ракет. Погибли 5 человек и потеряна одна подводная лодка — К-219.
При погрузке с нарушением процесса погрузки-выгрузки ракета с высоты 10 м упала на причал. Был разрушен бак окислителя. Два человека из погрузочной партии погибли от воздействия паров окислителя на незащищённые органы дыхания.
Трижды разрушалась ракета в шахте лодки, находящейся на боевом дежурстве.
На учениях «Океан-76» на лодке К-444 провели предстартовую подготовку трёх ракет. Был осуществлён пуск двух ракет, а стрельба третьей ракетой не производилась. Давление в баках ракеты из-за ряда человеческих ошибок было сброшено до всплытия лодки. Давление забортной воды разрушило баки ракеты, а при всплытии и осушении шахты окислитель протёк в шахту. Благодаря умелым действиям личного состава развития аварийной ситуации не произошло.
В 1973 году на лодке К-219 находящейся на глубине 100 м из-за ложного срабатывания системы орошения при открытом клапане осушения шахты и ручного клапана на перемычке между главной осушительной магистралью лодки и трубопроводом осушения шахты произошло сообщение ракетной шахты с забортной водой. Давление в 10 атмосфер разрушило баки ракеты. При осушении шахты произошло возгорание ракетного топлива, но своевременное срабатывание системы автоматического орошения предотвратило дальнейшее развитие аварии. Лодка благополучно вернулась на базу.

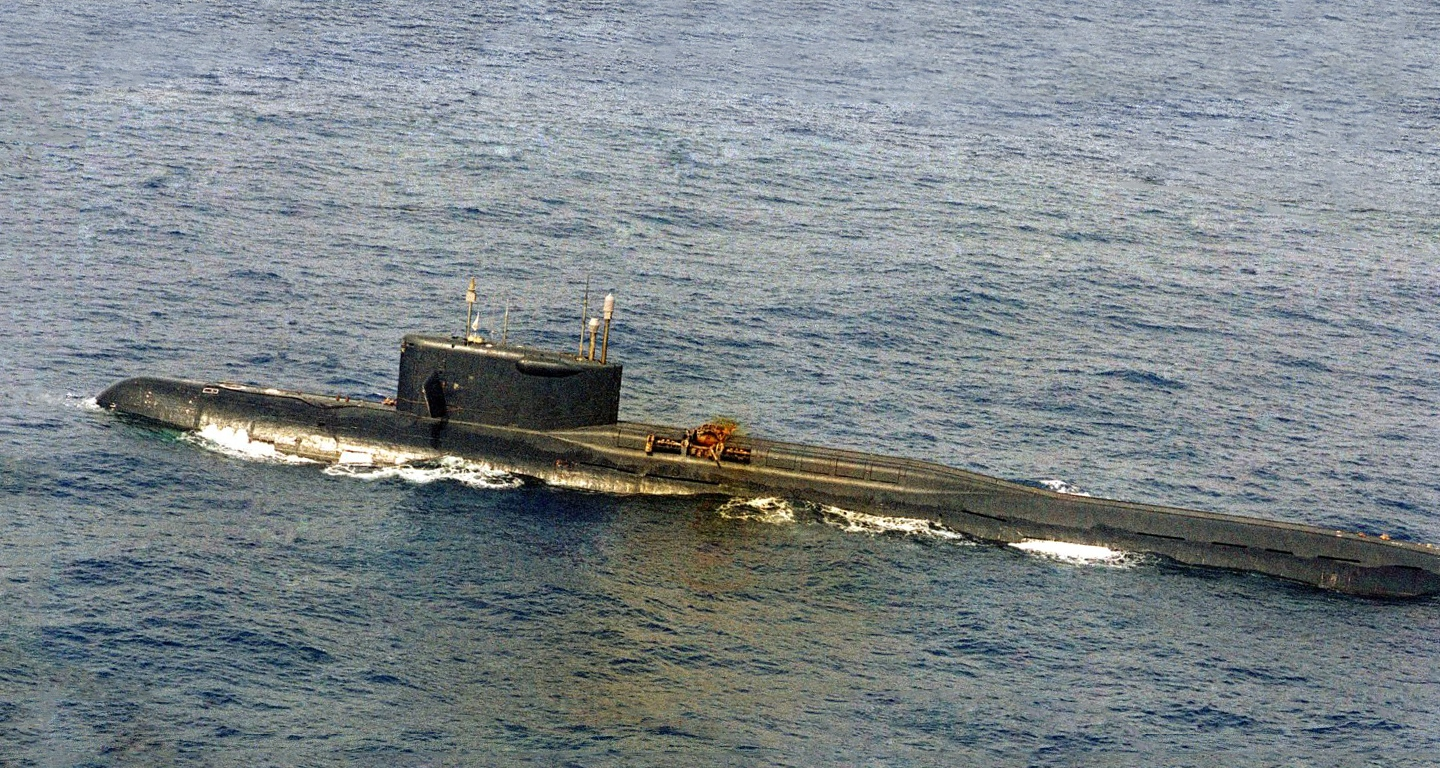
Пожар на К-219 в октябре 1986 года

Третий случай произошёл также на лодке К-219 3 октября 1986 года. По неустановленным причинам при погружении после сеанса связи в ракетную шахту стала поступать вода. Экипаж попытался отключить автоматику и слить воду нештатными средствами. В результате сначала давление сравнялось с забортным и разрушились баки ракеты. Затем после осушения шахты произошло возгорание компонентов топлива. Отключённая автоматика орошения не сработала и произошёл взрыв. Была сорвана крышка ракетной шахты, начался пожар в четвёртом ракетном отсеке. Потушить пожар собственными силами не удалось. Личный состав покинул лодку, отсеки заполнились забортной водой и лодка пошла ко дну. Во время пожара и задымления в ракетных 4-м и 5-м отсеках погибли 3 человека, в том числе командир БЧ-2.
Опыт эксплуатации ракет Р-27 и Р-27У был проанализирован и учтён при разработке новых комплексов. В результате при эксплуатации последующих ракет не было ни одного случая гибели людей.

### Снятие с вооружения
Модификация Р-27У была снята с вооружения ещё до распада Советского Союза, в 1989 году. Другие модификации ракеты снимались с вооружения в России в рамках исполнения договора СНВ-1. Согласно сентябрьскому меморандуму 1990 года, на территории СССР на Р-27 было развёрнуто 192 ядерных боезаряда. По состоянию на июль 1997 года Украина, Беларусь и Казахстан по Лиссабонскому протоколу отказались от ядерного оружия, а в России на Р-27 оставалось 16 развёрнутых боезарядов. Январский меморандум 2008 года подтвердил, что все Р-27 в России были сняты с вооружения.

## Тактико-технические характеристики
|                                         | Р-27                                                                          | Р-27У                                                                         | Р-27У                                                                         | Р-27К                                                                         |
| --------------------------------------- | ----------------------------------------------------------------------------- | ----------------------------------------------------------------------------- | ----------------------------------------------------------------------------- | ----------------------------------------------------------------------------- |
| Тип ракеты                              | БРПЛ                                                                          | БРПЛ                                                                          | БРПЛ                                                                          | ПКР                                                                           |
| Индекс ГРАУ                             | 4К10                                                                          |                                                                               |                                                                               | 4К18                                                                          |
| Код СНВ                                 | РСМ-25                                                                        | РСМ-25                                                                        | РСМ-25                                                                        |                                                                               |
| Код НАТО                                | SS-N-6 Mod 1 «Serb»                                                           | SS-N-6 Mod 2 «Serb»                                                           | SS-N-6 Mod 3 «Serb»                                                           | SS-NX-13                                                                      |
| Комплекс                                | Д-5                                                                           | Д-5У                                                                          | Д-5У                                                                          |                                                                               |
| Носитель (подводная лодка)              | проект 667А                                                                   | проект 667АУ                                                                  | проект 667АУ                                                                  | проект 605                                                                    |
| Количество пусковых установок           | 16                                                                            | 16                                                                            | 16                                                                            | 4                                                                             |
| Данные ракеты                           |                                                                               |                                                                               |                                                                               |                                                                               |
| Количество ступеней                     | 1                                                                             | 1                                                                             | 1                                                                             | 2                                                                             |
| Двигатель                               | ЖРД 4Д10                                                                      | ЖРД                                                                           | ЖРД                                                                           | ЖРД                                                                           |
| Массогабаритные показатели              |                                                                               |                                                                               |                                                                               |                                                                               |
| Масса ракеты, кг                        | 14 200                                                                        | 14 200                                                                        | 14 200?                                                                       | 13 250                                                                        |
| Длина, мм                               | 8890                                                                          | 8890                                                                          | 8890                                                                          | ~9000                                                                         |
| Диаметр, мм                             | 1500                                                                          | 1500                                                                          | 1500                                                                          |                                                                               |
| Полезная нагрузка                       |                                                                               |                                                                               |                                                                               |                                                                               |
| Масса головной части, кг                | 650                                                                           | 650                                                                           | 3×170 кг                                                                      | ?                                                                             |
| Тип головной части                      | моноблочная                                                                   | моноблочная                                                                   | РГЧ РТ                                                                        | ГЧ с самонаведением                                                           |
| Мощность ядерного заряда                | 1 Мт (0,6—1,2 Мт)                                                             | 1 Мт (0,6—1,2 Мт)                                                             | 3×0,2 Мт (3×0,1—0,8 Мт)                                                       |                                                                               |
| КВО, км                                 | 1,9 (1,1)                                                                     | 1,3—1,8                                                                       | 1,3—1,8                                                                       |                                                                               |
| Параметры траектории                    |                                                                               |                                                                               |                                                                               |                                                                               |
| Скорость в конце активного участка, м/с | 4400                                                                          |                                                                               |                                                                               |                                                                               |
| Высота в конце активного участка, км    | 120                                                                           |                                                                               |                                                                               |                                                                               |
| Время активного участка, с              | 128,5                                                                         |                                                                               |                                                                               |                                                                               |
| Максимальная высота, км                 | 620                                                                           |                                                                               |                                                                               |                                                                               |
| Максимальная дальность, км              | 2500 (2400)                                                                   | 3000 (3200)                                                                   | 2500 (3200)                                                                   | 900                                                                           |
| Скорость встречи с целью, м/с           | 300                                                                           |                                                                               |                                                                               |                                                                               |
| История                                 |                                                                               |                                                                               |                                                                               |                                                                               |
| Разработчик                             | СКБ-385 (ГРЦ им. Макеева)                                                     | СКБ-385 (ГРЦ им. Макеева)                                                     | СКБ-385 (ГРЦ им. Макеева)                                                     | СКБ-385 (ГРЦ им. Макеева)                                                     |
| Конструктор                             | Макеев В. П.                                                                  | Макеев В. П.                                                                  | Макеев В. П.                                                                  | Макеев В. П.                                                                  |
| Начало разработки                       | 24 апреля 1962                                                                | 10 июня 1971                                                                  | 10 июня 1971                                                                  |                                                                               |
| Пуски со стенда                         | сентябрь 1965 — август 1967                                                   | не проводились                                                                | не проводились                                                                |                                                                               |
| Пуски с подводной лодки                 | декабрь 1972 — ноябрь 1973                                                    | сентябрь 1972 — август 1973                                                   | сентябрь 1972 — август 1973                                                   |                                                                               |
| Принятие на вооружение                  | 13 марта 1968                                                                 | 4 января 1974                                                                 | 4 января 1974                                                                 | не принималась                                                                |
| Изготовитель                            | Златоустовский машиностроительный завод Красноярский машиностроительный завод | Златоустовский машиностроительный завод Красноярский машиностроительный завод | Златоустовский машиностроительный завод Красноярский машиностроительный завод | Златоустовский машиностроительный завод Красноярский машиностроительный завод |

## Оценка проекта
Ракетный комплекс Д-4 с ракетой Р-27 для вооружения подводных лодок проекта 667А стал ответом на американскую программу «Поларис». По своим тактико-техническим характеристикам ракета Р-27 стала аналогом ракеты «Поларис A1», а моноблочный вариант ракеты Р-27У аналогом «Поларис A2». Вариант ракеты Р-27У с тремя боевыми блоками уже существенно уступал своему аналогу «Поларис A3» по дальности. При этом советские ракеты были приняты на вооружение на 8—10 лет позже и имели худшие показатели точности (КВО). В 1970 году США приняли на вооружение ракету «Посейдон C3» с разделяющейся головной частью с десятью блоками индивидуального наведения, что позволило им резко повысить эффективность своих морских стратегических ядерных сил.
Отличительной особенностью советских ракет было то, что на них использовались ракетные двигатели с жидким топливом и они были одноступенчатыми, а американские ракеты создавались с твердотопливными двигателями и были двухступенчатыми. Советские ракеты были немного легче, но при этом имели большие габариты. Более высокой по сравнению с американскими ракетами была и взрывопожароопасность.
Французские ракетостроители избрали американский путь и создавали свои первые ракеты — M1/M2 и M20 — двухступенчатыми с твердотопливными двигателями. По своим тактико-техническим характеристикам эти ракеты соответствовали моноблочным вариантам ракет Р-27 и Р-27У, обладали сравнимой точностью и были приняты на вооружение на несколько лет позже, чем Р-27.
Небольшая дальность советских ракет обусловила необходимость боевого патрулирования советских ПЛАРБ в зонах действия мощных сил противолодочной обороны ВМС США и НАТО, что снижало боевую устойчивость советских ракетоносцев. Несмотря на ряд недостатков, СССР удалось создать достаточно эффективный стратегический ракетный комплекс. На ракете Р-27 был опробован ряд новых технических решений. Использование этих наработок на ракетных комплексах с ракетами Р-29 и Р-29Р в дальнейшем позволило ликвидировать отставание от США.
| ТТХ                        | Поларис A1                | Поларис A2                | Поларис A3                | Р-27                                      | Р-27У                                     | Р-27У                                     | Посейдон C3               | Р-29                                      | M1          | M20         |       |
| -------------------------- | ------------------------- | ------------------------- | ------------------------- | ----------------------------------------- | ----------------------------------------- | ----------------------------------------- | ------------------------- | ----------------------------------------- | ----------- | ----------- | ----- |
| Страна                     | Соединённые Штаты Америки | Соединённые Штаты Америки | Соединённые Штаты Америки | Союз Советских Социалистических Республик | Союз Советских Социалистических Республик | Союз Советских Социалистических Республик | Соединённые Штаты Америки | Союз Советских Социалистических Республик | Франция     | Франция     |       |
| Год принятия на вооружение | 1960                      | 1962                      | 1964                      | 1968                                      | 1974                                      | 1974                                      | 1970                      | 1974                                      | 1972        | 1976        |       |
| Максимальная дальность, км | 2200                      | 2800                      | 4600                      | 2500                                      | 3000                                      | 2500                                      | 4600                      | 7800                                      | 3000        | 3200        |       |
| Забрасываемый вес, кг      | 500                       | 500                       | 760                       | 650                                       | 650                                       | >650                                      | 2000                      | 1100                                      | 1360        | 1000        |       |
| Тип головной части         | моноблочная               | моноблочная               | РГЧ РТ                    | моноблочная                               | моноблочная                               | РГЧ РТ                                    | РГЧ ИН                    | моноблочная                               | моноблочная | моноблочная |       |
| Мощность, кт               | 600                       | 800                       | 3×200                     | 1000                                      | 1000                                      | 3×200                                     | 10×50                     | 1000                                      | 500         | 1200        |       |
| КВО, м                     | 1800                      |                           | 1000                      | 1900                                      | 1300—1800                                 | 1300—1800                                 | 800                       | 1500                                      |             | 1000        |       |
| Стартовая масса, т         | 12,7                      | 13,6                      | 16,2                      | 14,2                                      | 14,2                                      | 14,2                                      | 29,5                      | 33,3                                      | 20          | 20          | 20    |
| Длина, м                   | 8,53                      | 9,45                      | 9,86                      | 9,65                                      | 9,65                                      | 9,65                                      | 10,36                     | 13                                        | 10,67       | 10,67       |       |
| Диаметр, м                 | 1,37                      | 1,37                      | 1,37                      | 1,5                                       | 1,5                                       | 1,5                                       | 1,88                      | 1,8                                       | 1,49        | 1,49        |       |
| Количество ступеней        | 2                         | 2                         | 2                         | 1                                         | 1                                         | 1                                         | 2                         | 2                                         | 2           | 2           |       |
| Тип двигателя              | РДТТ                      | РДТТ                      | РДТТ                      | ЖРД                                       | ЖРД                                       | ЖРД                                       | РДТТ                      | ЖРД                                       | РДТТ        | РДТТ        |       |
| Тип старта                 | сухой                     | сухой                     | сухой                     | мокрый                                    | мокрый                                    | мокрый                                    | сухой                     | мокрый                                    | сухой       | сухой       | сухой |